# Afonso Cláudio
Afonso Cláudio est une municipalité brésilienne située dans l'État de l'Espirito Santo.